# George-C.-Marshall-Haus
Das George-C.-Marshall-Haus (verkürzt: Marshall-Haus) mit ERP-Pavillon ist ein Ausstellungspavillon auf dem Messegelände im Berliner Ortsteil Westend des Bezirks Charlottenburg-Wilmersdorf. Es entstand 1950 als Ausstellungspavillon der USA zur Deutschen Industrieausstellung Berlin 1950, benannt nach dem damaligen US-Außenminister, General George C. Marshall.

## Entstehung

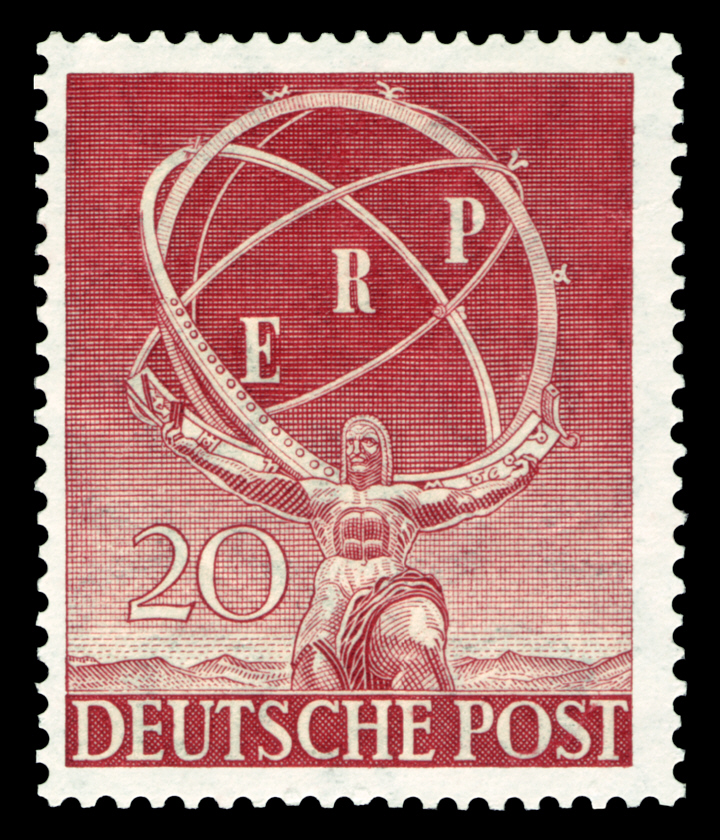
DBPB 1950 71 Industrieausstellung

Baustelle Marshall-Haus, 14. September 1950,
Zeichnung Hugo Möhl

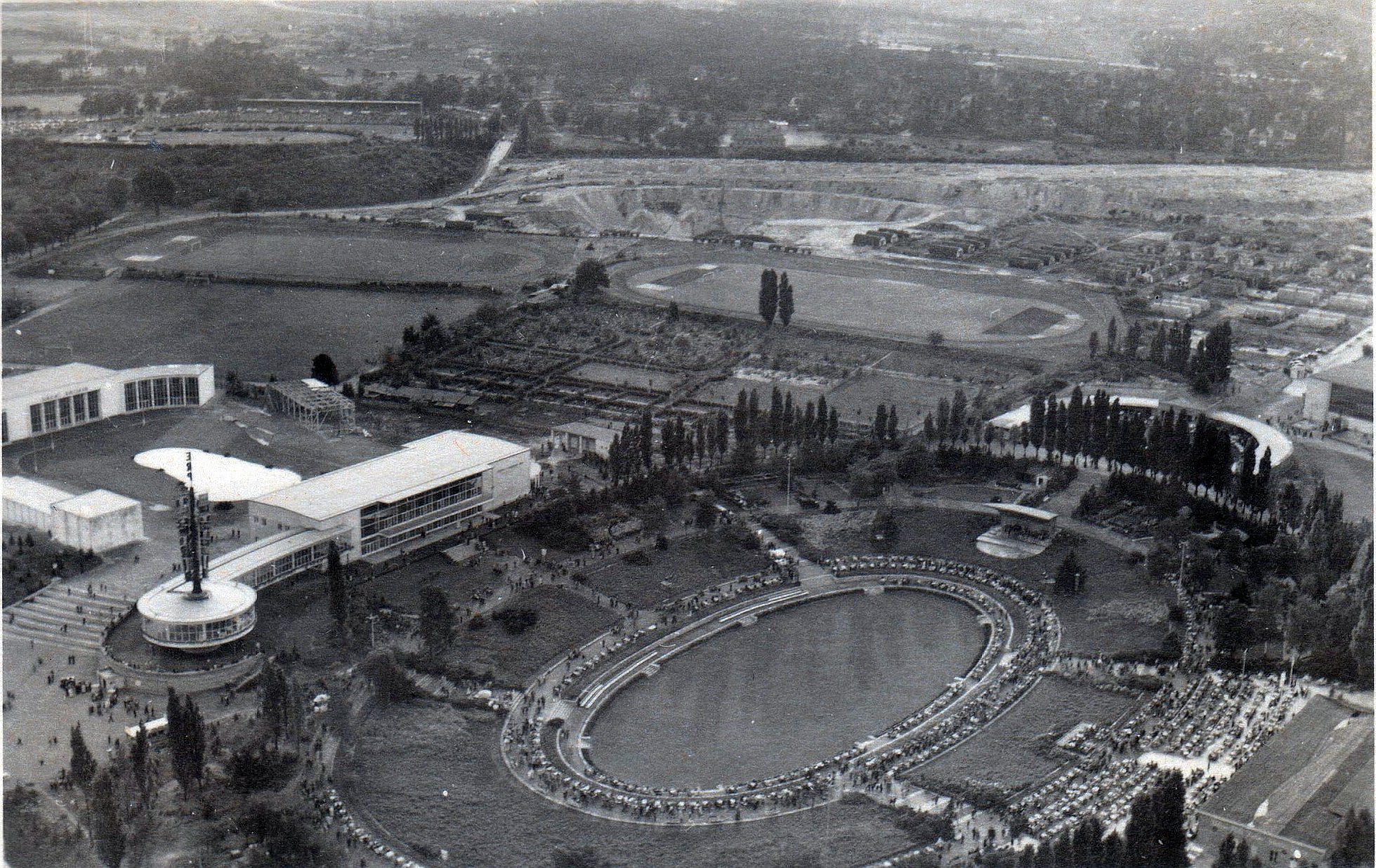
Messegelände, 1952

Im Oktober 1950 eröffnete mit der Deutschen Industrie-Ausstellung 1950 die erste große Ausstellung auf dem Messegelände nach dem Zweiten Weltkrieg. Hierfür wurde ein Großteil der zerstörten Messehallen wieder aufgebaut, innerhalb von 85 Tagen errichteten Notstandsarbeiter fünf große Messehallen in Stahl-Glas-Konstruktion aus Bombenkraterfeldern, wodurch 75 % des überdachten Messeraums der Vorkriegszeit wiederhergestellt werden konnten. Anlässlich der Industrieausstellung entstand ebenfalls das Marshall-Haus in Rekordzeit. Der Planungsbeginn war am 18. Juni 1950, die Grundsteinlegung am 26. Juli 1950, die Fertigstellung am 30. September 1950 und bereits am nächsten Tag, dem 1. Oktober 1950, fand die Eröffnung statt.
Bauherr war das Amerikanische Hochkommissariat, Architekt  war Bruno Grimmek unter Mitarbeit von Werner Düttmann, die Finanzierung erfolgte durch ERP-Mittel. Die Namensgebung ehrte den US-amerikanischen Staatsmann George C. Marshall, auf den das umfassende wirtschaftliche Wiederaufbauprogramm – European Rescue Program, kurz ERP – der USA für Westeuropa zurückgeht. Das Marshall-Haus wurde als Symbol für die besondere Bedeutung des Marshallplans für den deutschen Wiederaufbau errichtet. Das Marshall-Haus ist nicht nur architekturgeschichtlich interessant, sondern gleichfalls ein bedeutendes historisches Zeugnis, weil es die politischen Beziehungen der geteilten Stadt zu den Vereinigten Staaten von Amerika als einer von vier Alliierten Kräften nach 1945 symbolisch verkörpert.

## Lage und Beschreibung
Das Marshall-Haus liegt zentral im Messegelände und bildet den südlichen Abschluss des Sommergartens. Es ermöglicht so den schnellen Übergang zu den umliegenden Messehallen.
Das Gebäude besteht aus der Halle und der Schnecke genannten, angeschlossenen auf schlanken Stützen ruhenden verglasten Galerie. Die Halle ist ein zweigeschossiger Stahlskelettbau mit Fachwerkbindern und einer über die 35 Meter lange und 10 Meter hohe Nord- und Südwand reichenden Stahl-Glasfassade. An der Westseite der Halle befindet sich ein unverglaster Gebäudeteil mit Kinosaal, an der Ostseite diverse Wirtschaftsräume. Die filigrane Stahlkonstruktion mit ihrer großzügigen Verglasung ist der größtmögliche Kontrast zu den Monumentalbauten des Nationalsozialismus und den damals bestehenden Bauten auf dem Messegelände.
Eine großzügige Treppe führt vom Erdgeschoss zur Galerie, die rund die Hälfte der unteren Halle überdeckt und den eleganten Schwung der Treppe fortsetzt. An der Westseite ist eine Empore, die durch einen großzügiger Balkon über dem Kinosaal ergänzt wird, während sich an der Ostseite wiederum Wirtschaftsräume sowie der Übergang zur Schnecke befinden. An der Nordseite ist ein zweiter Balkon, der über sechs der sieben Fensterreihen der Glasfront reicht.
Im Obergeschoss befindet sich auch der Übergang zur Schnecke, der angeschlossenen Galerie. Sie ist rundum zweireihig verglast und ruht auf schlanken Stützpfeilern. Abgeschlossen wird die Galerie durch einen hinteren Rundbau, der auch eine Treppe als separaten Ausgang besitzt. Ursprünglich befand sich auf dem Rundbau ein Flaggenmast (siehe Zeichnung von der Baustelle), auf dem die Flaggen der teilnehmenden Länder gezeigt wurden.

## Revitalisierung 1988
Im Laufe der Jahre fanden diverse Umbauten statt, die zusammen mit dem jahrelangen Verschleiß und der Vernachlässigung des Gebäudes zu einem maroden Zustand führten, sodass es Überlegungen für einen Abriss gab. 1988 wurde das Gebäude aber unter Denkmalschutz gestellt. Im Oktober 2007 entschied sich die Messe Berlin für eine Revitalisierung des Gebäudes, das daraufhin umfassend saniert und zur IFA 2008 am 13. Oktober 2008 wiedereröffnet wurde.
In Zusammenarbeit mit dem Landesdenkmalamt und der Unteren Denkmalschutzbehörde des Bezirksamtes Charlottenburg-Wilmersdorf wurde versucht die Gestaltungsqualitäten der 1950er-Jahre-Architektur mit den Erfordernissen des heutigen Messe- und Ausstellungsbetriebes in Einklang zu bringen. So konnten in idealer Weise die ökonomischen Interessen der Betreiber mit dem denkmalpflegerischen Konzept in Übereinstimmung gebracht werden. 
Hierfür wurden alle späteren Ein- und Umbauten entfernt, die Bodenbeläge und Wandoberflächen erneuert und die Türen mitsamt Beschlägen, Geländer und Leuchten aufgearbeitet. Nicht gerettet werden konnte die filigrane Stahl-Glasfensterkonstruktion des Marshall-Hauses und des Pavillons, die einer modernen Doppelverglasung nicht standhalten konnten und durch Korrosion in den Sockelbereichen geschädigt war. Aus Kostengründen wurde ein Nachbau der gesamten Fassade durch eine Aluminiumkonstruktion angefertigt, die im Maßstab 1:1 erfolgte und zentimetergenau dem Originalzustand der Stahlkonstruktion entsprach. Planung und Bauausführung übernahm das Büro Modersohn & Freiesleben Architekten.

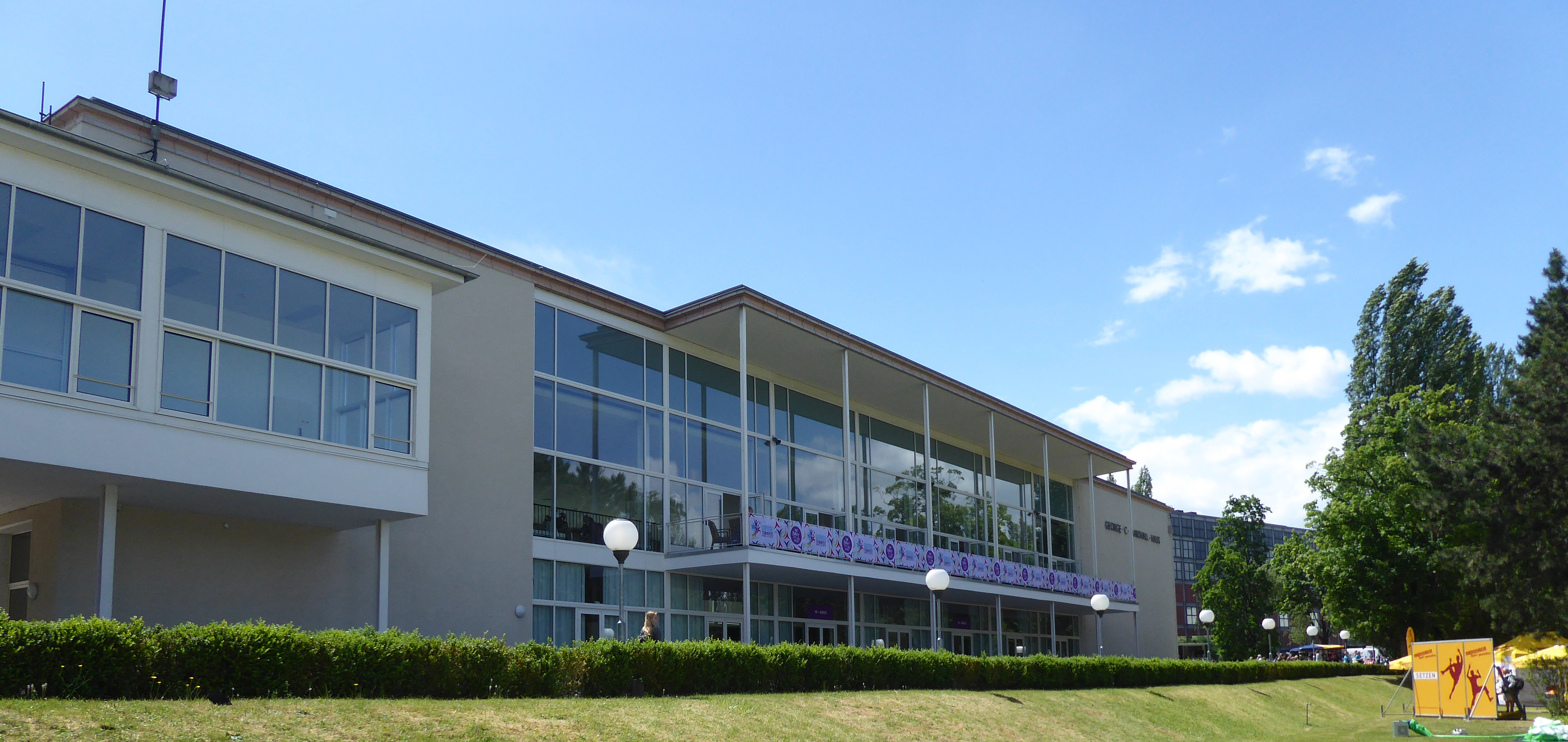
Nordseite
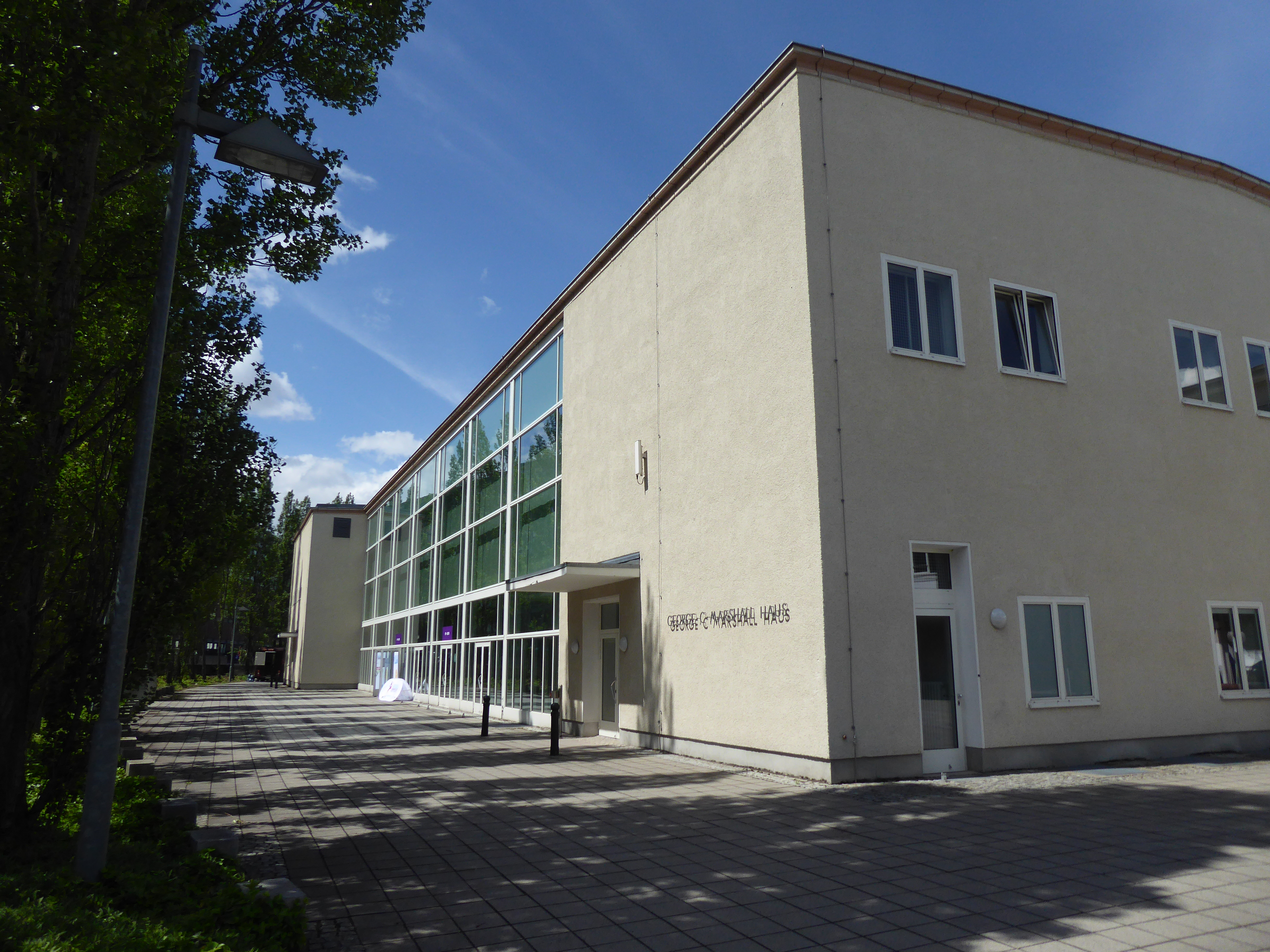
Südseite
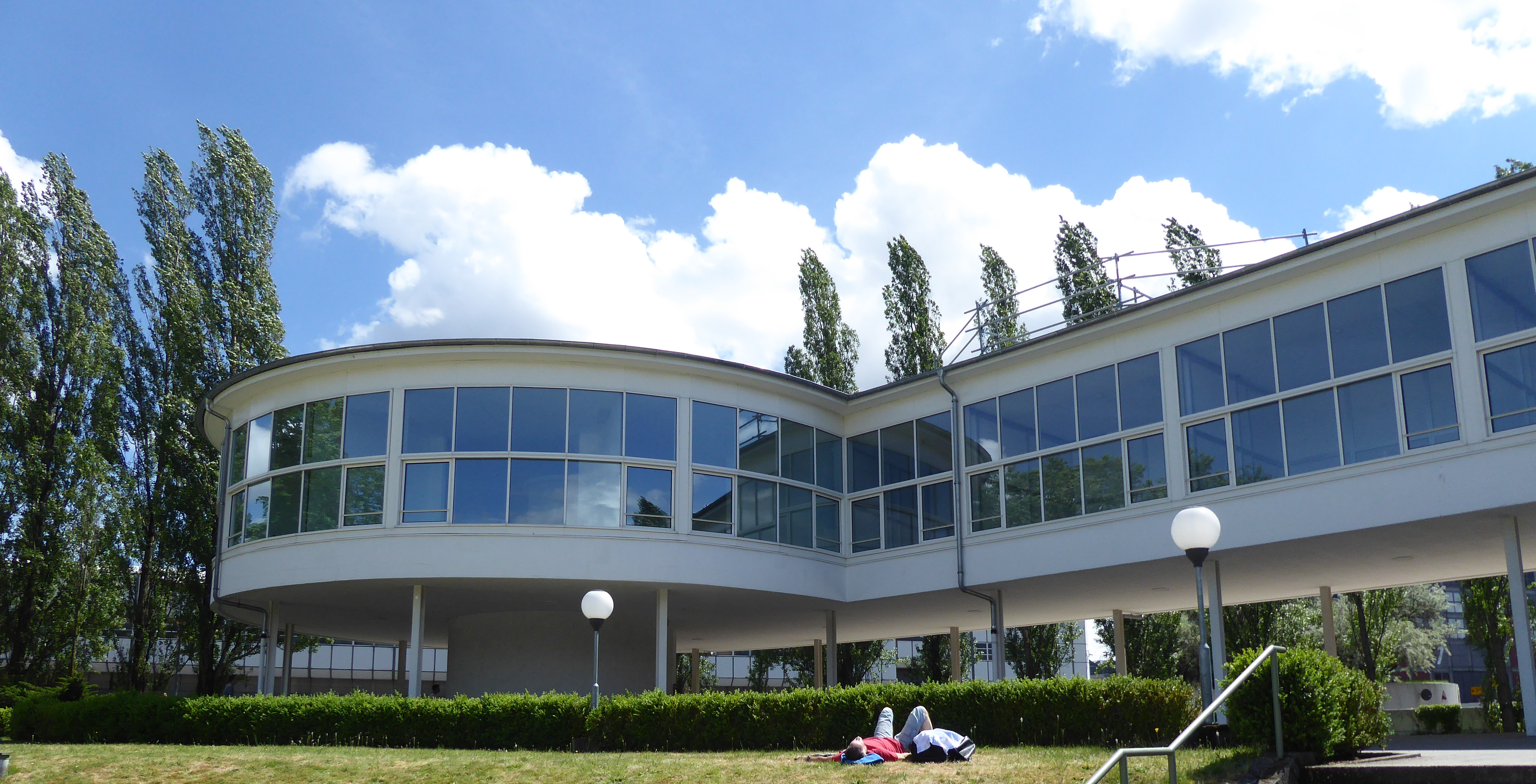
Schnecke
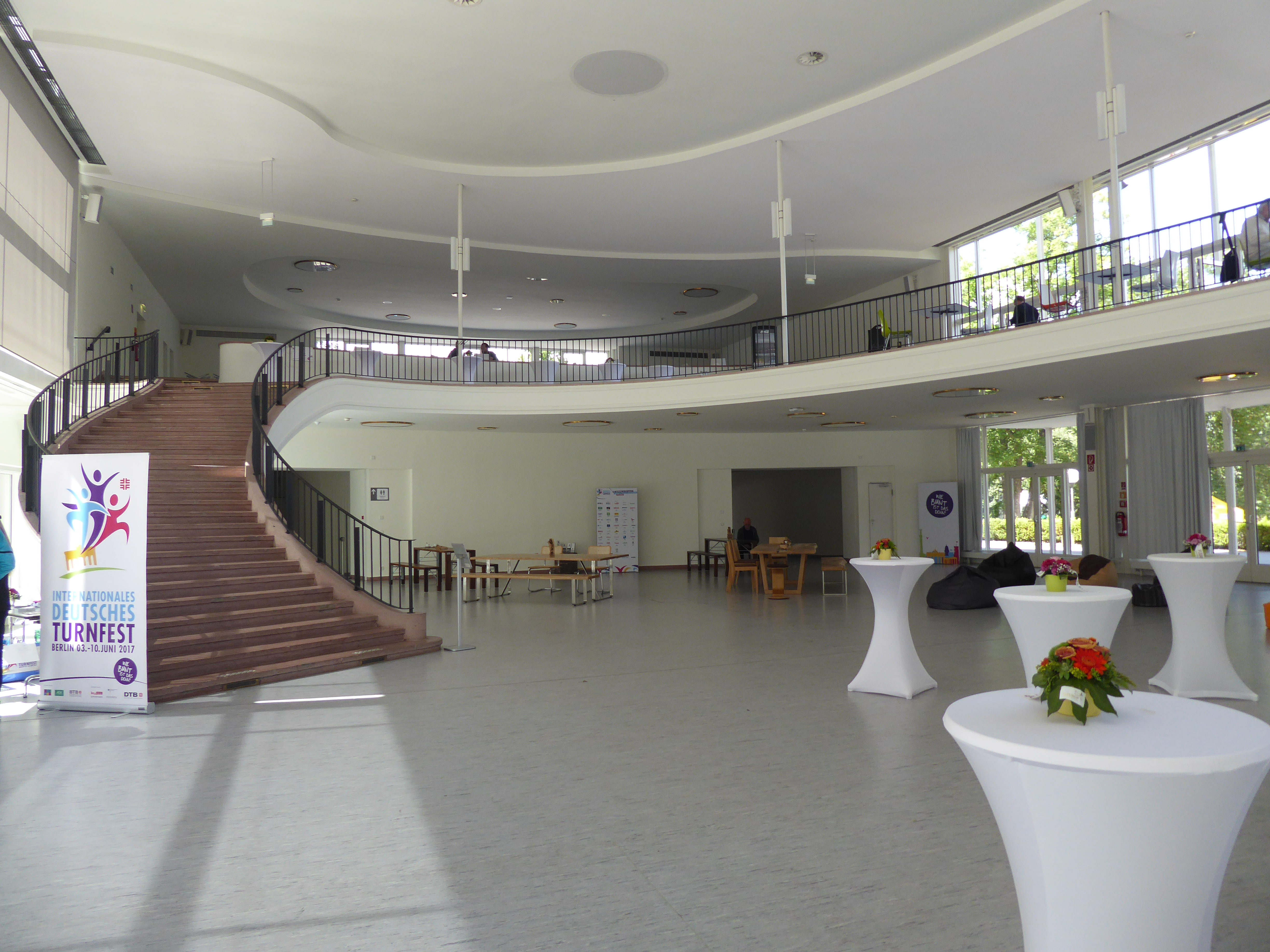
Aufgang zur Galerie
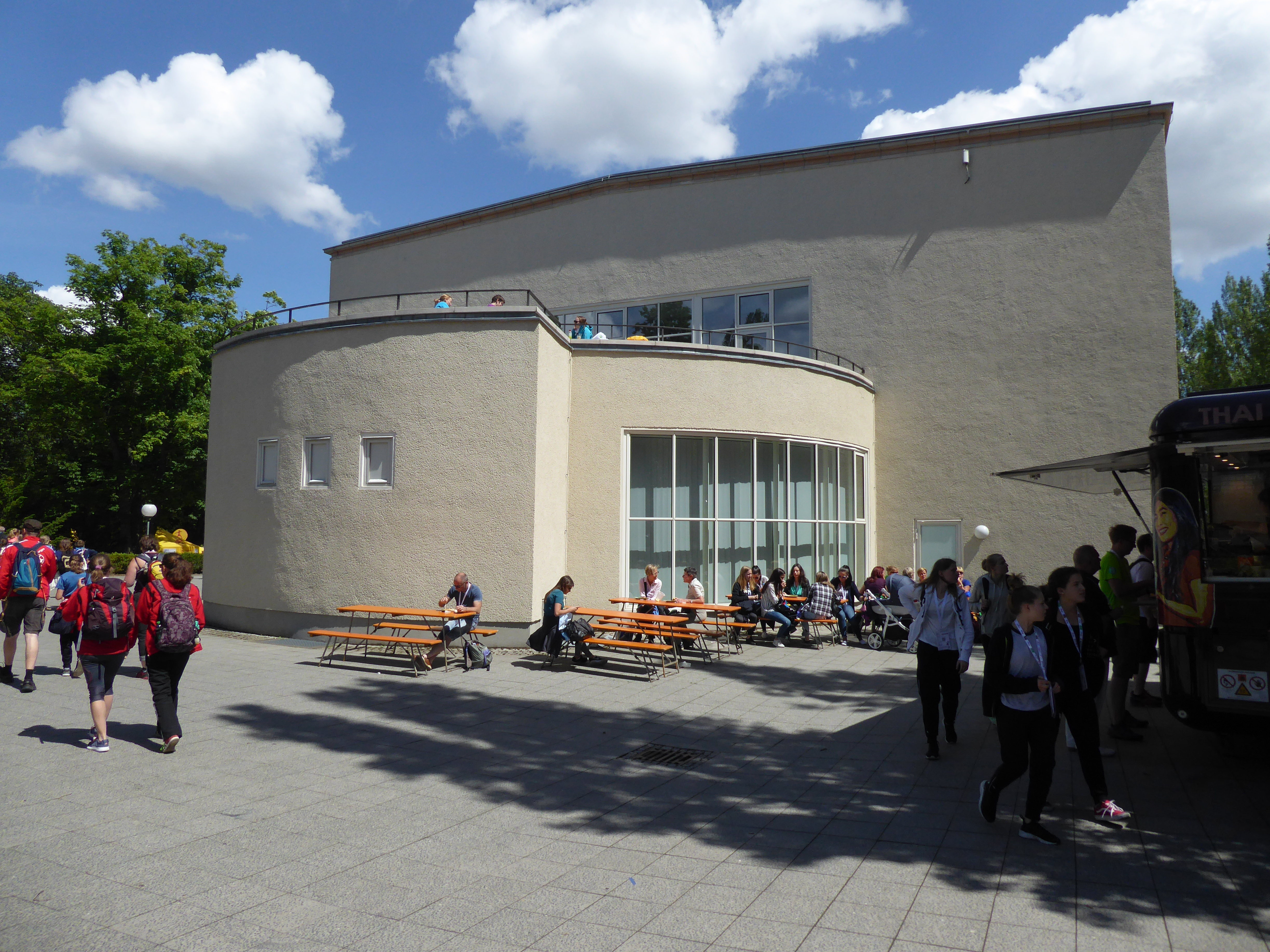
Kinosaal mit Balkon

## Nutzung
Das Gebäude wird heute für ausstellungsbegleitende Veranstaltungen aller Art benutzt, für Vorträge, Festveranstaltungen und Fernsehshows. Die offene und großzügige Gestaltung des Marshall-Hauses bietet Veranstaltern optimale Rahmenbedingungen. Insgesamt verfügt das Gebäude, je nach Bestuhlung, über bis zu 650 Plätze sowohl im Unter- wie im Obergeschoss.